# Hiroshi Ibusuki
Hiroshi Ibusuki (指宿 洋史?, Ibasuki Hiroshi; Nagareyama, 27 febbraio 1991) è un calciatore giapponese, attaccante del Western Utd.

## Caratteristiche tecniche
Gioca come punta centrale, è di piede destro, non è un attaccante di movimento, non possedendo nemmeno molta potenza di tiro, infatti sfrutta principalmente le sue abilità di finalizzatore in assenza di marcatura riuscendo a fare gol dalla corta distanza cogliendo bene le occasioni; se la cava egregiamente sul dischetto. inoltre è anche un abile tiratore di testa.

## Carriera

### Club

#### Girona e Saragozza
Debutta nella Segunda División (il secondo campionato spagnolo) con il Girona il 19 aprile 2009, Ibusuki è il primo calciatore giapponese che debutta in Europa senza aver fatto esperienza nella J League. Con il Girona gioca solo sei partite, viene poi ceduto in prestito al Saragozza nella Tercera División.

#### Sabadell e Siviglia
Viene ceduto in prestito al Sabadell nella Segunda División anche grazie a Ibusuki la squadra si classifica seconda ottenendo dopo 19 anni la promozione in seconda divisione avendo segnato 10 reti. Nell'estate 2011 viene ingaggiato dal Siviglia che lo inserisce nella sua cantera, facendogli fare esperienza nel Siviglia Atlético. Dopo aver chiuso il girone d'andata in testa alla classifica dei capocannonieri della divisione con 20 reti, il 21 gennaio viene fatto debuttare in prima squadra nel match contro il Real Betis nel pareggio per 1-1.

#### Kas Eupen e Mestalla
Il Siviglia manda Ibusuki a fare esperienza all'estero, ufficializzando il prestito senza diritto di riscatto al KAS Eupen, squadra belga recentemente acquistata da un gruppo di imprenditori del Qatar.Gioca nella seconda divisione segnando la sua prima rete nel pareggio per 2-2 contro il Visé, è autore di una tripletta battendo per 4-1 il Sint-Niklaas, con un suo gol la squadra prevale per 1-0 contro il Tubize. Torna a giocare in Segunda División nell'edizione 2013-2014 con il Mestalla, segna una doppietta sconfiggendo per 2-1 l'Ontinyent, con lo stesso risultato finisce la partita vinta ai danni del Sant Andreu dove segna la sua ultima rete in Spagna.

#### Albirex Niigata
Torna in Giappone, indossando la maglia dell'Albirex Niigata giocando nella J1 League segnando il gol con cui ottiene la vittoria per 1-0 contro il Nagoya Grampus, è stato l'uomo partita con un gol e un assist battendo per 2-1 il Sagan Tosu. Nella Coppa del Giappone segna un gol battendo per 2-0 lo Shonan Bellmare ed è autore della rete del 3-0 prevalendo contro il Matsumoto Yamaga, oltre alla doppietta con cui sconfiggendo per 5-0 l'Urawa Reds. La sua ultima rete la mette a segno in campionato nel pareggio contro il Kashiwa Reysol segnando il gol del 1-1.

#### JEF United Chiba e Shonan Bellmare
Nel 2017 gioca nella J2 League la seconda divisione del calcio nipponico militando nel JEF United Chiba facendo il suo primo gol con la rete del 2-0 battendo il Tokushima Vortis inoltre segna un gol nella vittoria per 6-4 contro il FC Gifu. Nella Coppa dell'Imperatore 2017 segna un gol nel pareggio per 2-2 contro il ReinMeer Aomori per poi vincere ai rigori per 5-4 segnando dal dischetto, nella partita successiva fa una rete ma la squadra viene battuta per 6-1 dal Vissel Kobe. Nel 2019 inizia a giocare per lo Shonan Bellmare, tornando a giocare in prima divisione, nella Coppa del Giappone segna una rete battendo per 2-0 lo Yokohama F. Marinos mentre la sua ultima rete per la squadra la mette a segno in campionato con il gol del 1-0 battendo lo Yokohama FC.

#### Shimizu S-Pulse, Adelaide Utd e Western Utd
Gioca, nel 2021, nello Shimizu S-Pulse dove segna solo due gol, il primo nella sconfitta per 2-1 contro il Sanfrecce Hiroshima, e il secondo col lo stesso risultato ma vincendo, battendo l'Iwate Grulla Morioka. Si trasferisce in Australia giocando per l'Adelaide nell'A-League Men, dove segna dei gol battendo squadre come il Newcastle Jets, il Central Coast e il Perth Glory sempre con il risultato di 2-1, oltre alla rete del 1-0 prevalendo contro il Macarthur. 
Dal 1º luglio 2024 è un nuovo giocatore del Western Utd.

### Nazionale
Con la Nazionale Under-19 ha preso parte all'AFC Youth Championship 2010 come miglior marcatore della sua squadra, con un gol nei minuti di recupero segna la rete del 2-1 battendo gli Emirati Arabi Uniti, inoltre segna la seconda rete nella vittoria per 3-0 sconfiggendo la Giordania, ai quarti di finale fa una doppietta portando in vantaggio la squadra contro la Corea del Sud che però vince in rimonta per 3-2 eliminando il Giappone e impedendo la qualificazione al mondiale giovanile.
Con la Nazionale Under-22 partecipa all'edizione 2012 del Torneo di Tolone, Ibusuki segna un gol nell'unica vittoria del Giappone che ha conquistato battendo per 3-2 i Paesi Bassi.